# Soulitré
Soulitré és un municipi francès situat al departament del Sarthe i a la regió de País del Loira. L'any 2007 tenia 665 habitants.

## Demografia

### Població
El 2007 la població de fet de Soulitré era de 665 persones. Hi havia 236 famílies de les quals 47 eren unipersonals (31 homes vivint sols i 16 dones vivint soles), 71 parelles sense fills, 102 parelles amb fills i 16 famílies monoparentals amb fills.
La població ha evolucionat segons el següent gràfic:
Habitants censats

### Habitatges
El 2007 hi havia 257 habitatges, 237 eren l'habitatge principal de la família, 12 eren segones residències i 8 estaven desocupats. 248 eren cases i 5 eren apartaments. Dels 237 habitatges principals, 190 estaven ocupats pels seus propietaris, 41 estaven llogats i ocupats pels llogaters i 5 estaven cedits a títol gratuït; 1 tenia una cambra, 9 en tenien dues, 28 en tenien tres, 46 en tenien quatre i 152 en tenien cinc o més. 215 habitatges disposaven pel capbaix d'una plaça de pàrquing. A 76 habitatges hi havia un automòbil i a 147 n'hi havia dos o més.

### Piràmide de població
La piràmide de població per edats i sexe el 2009 era:
| Homes | Edats   | Dones |
| ----- | ------- | ----- |
| 0     | 95 o +  | 4     |
| 0     | 90 a 94 | 0     |
| 0     | 85 a 89 | 0     |
| 4     | 80 a 84 | 0     |
| 8     | 75 a 79 | 8     |
| 4     | 70 a 74 | 8     |
| 20    | 65 a 69 | 4     |
| 0     | 60 a 64 | 16    |
| 8     | 55 a 59 | 12    |
| 16    | 50 a 54 | 4     |
| 20    | 45 a 49 | 20    |
| 24    | 40 a 44 | 28    |
| 24    | 35 a 39 | 24    |
| 32    | 30 a 34 | 24    |
| 24    | 25 a 29 | 32    |
| 8     | 20 a 24 | 12    |
| 32    | 15 a 19 | 20    |
| 36    | 10 a 14 | 16    |
| 12    | 5 a 9   | 28    |
| 28    | 0 a 4   | 12    |

## Economia
El 2007 la població en edat de treballar era de 419 persones, 324 eren actives i 95 eren inactives. De les 324 persones actives 312 estaven ocupades (180 homes i 132 dones) i 13 estaven aturades (2 homes i 11 dones). De les 95 persones inactives 30 estaven jubilades, 32 estaven estudiant i 33 estaven classificades com a «altres inactius».

### Ingressos
El 2009 a Soulitré hi havia 240 unitats fiscals que integraven 671,5 persones, la mediana anual d'ingressos fiscals per persona era de 17.155 €.

### Activitats econòmiques
Dels 25 establiments que hi havia el 2007, 1 era d'una empresa extractiva, 1 d'una empresa de fabricació d'elements pel transport, 4 d'empreses de construcció, 3 d'empreses de comerç i reparació d'automòbils, 5 d'empreses de transport, 2 d'empreses d'hostatgeria i restauració, 2 d'empreses financeres, 2 d'empreses immobiliàries, 2 d'empreses de serveis, 1 d'una entitat de l'administració pública i 2 d'empreses classificades com a «altres activitats de serveis».
Dels 5 establiments de servei als particulars que hi havia el 2009, 2 eren tallers de reparació d'automòbils i de material agrícola, 1 guixaire pintor, 1 lampisteria i 1 agència immobiliària.
L'any 2000 a Soulitré hi havia 12 explotacions agrícoles que ocupaven un total de 525 hectàrees.

## Equipaments sanitaris i escolars
El 2009 hi havia una escola elemental integrada dins d'un grup escolar amb les comunes properes formant una escola dispersa.

## Poblacions més properes
El següent diagrama mostra les poblacions més properes.